# Rusko-turski rat (1828. – 1829.)
Rusko-turski rat (1828. – 1829.) razbuktao se u vrijeme Grčkog rata za neovisnost. 
Rat je izbio nakon što je osmanski sultan, razljućen zbog ruskog sudjelovanja u Bitci kod Navarina, zatvorio Dardanele za ruske brodove i opozivao Akkermanov dogovor o slobodnoj plovidbi.
Rat se vodio na dva fronta; Balkanskom i Kavkaskom.
Nakon izbijanja neprijateljstva, Rusija je prikupila vojsku od 92 000 ljudi, a Osmansko Carstvo vojsku od 150 000, pod komandom Husein paše. U lipnju 1828., glavne ruske snage, pod vodstvom cara Nikolaja I., prešle su Dunav i ušle u Dobrudžu. Prije toga, ruski vrhovni zapovjednik, knez Petar Wittgenstein, upao je u Vlašku i bez većih otpora zauzeo gradove Brailu i Bukurešt.
Nakon toga su Rusi dugo opsjedali tri ključne utvrde koje su branile ulaz u Bugarsku; Šumen, Varnu i Silistru. Zahvaljujući pomoći Crnomorske flote pod komandom Alekseja Greiga, Varna je prva zauzeta (29. rujna). Opsada Šumena,  izazvala je puno više problema, jer ju je branila snažna posada od 40 000 ljudi (gotovo više nego je bilo napadača). Po Ruse je bilo loše i to što su im osmanlije uspjele prekinuti linije opskrbe. Rezultat je bio katastrofa među opsjedateljima, glad i bolesti pokosile su više vojnika od svih ratnih operacija.
Kad se zima približila, Ruska vojska je bila prinuđena napustiti opsadu Šumena i povući se natrag u Besarabiju. U veljači 1829. je stari Wittgenstein, čija je opreznost graničila s bojažljivočću, zamijenjen energičnijim Hans Karl von Diebitschom, a car se vratio u Sankt-Peterburg. Dana 7. svibnja, Dibich je sa 60 000 vojnika prešao Dunav i počeo opsadu Silistre. Sultan je poslao snažni kontigent od 40 000 na Varnu, ali ih je Dibich presreo i porazio u bitci kod Kuleviča (30. svibnja). Nakon toga je u roku od nekoliko tjedana, Silistra pala u Ruske ruke (19. lipnja).
Za to vrijeme, Ivan Paskevič, ratovao je na Kavkaskom frontu protiv osmanskih snaga, on je zauzeo Ahalzih, Erevan i Kars. Uz njega se u ovoj kampanji nalazio pjesnik Aleksandar Puškin, zajedno su ušli u Erzurum u sjeveroistočnoj Anadoliji, i tako obilježili 120. godišnjicu bitke kod Poltave (27. lipnja).
Dana 2. srpnja, Dibich pokreće veliku ofenzivu preko Stare Planine na Tračku i Tursku, prvu snažnu ofenzivu u ruskoj povijesti od 10. stoljeća (od kampanje Svjatoslava I.). Kontingent od 35 000 ruskih vojnika prešao je preko planine i potpuno opkolio utvrdu Šumen, koji je branio put za Istanbul. Utvrda i grad Burgas pali su deset dana kasnije, a turska obrana preusmjerena je na Slivenski kraj. 20. kolovoza, 1829. Rusi su ušli u Adrianopol, a 28. kolovoza, Dibich je dospio na samo 68 km. od Konstantinopolisa, i izazvao paniku na ulicama glavnog grada.
Sultan nije imao drugog izbora nego tražiti primirje, koje je potpisano u gradu Adrianopolu dana 14. rujna 1829. Po Mirovnom ugovoru iz Jedrena (Adrianopola) Rusija je dobila većinu istočne obale Crnog mora i ušće Dunava. Osmansko Carstvo je dalo Rusiji suverenitet nad Gruzijom i dijelovima današnje Armenije. Grčka je dobila nezavisnost, ali je bila dužna plaćati danak sultanu. Srbija je dobila autonomiju, a Rusiji je dozvoljeno da zauzme Moldaviju i Vlašku, kojima je data autonomija ali su ostali pod sultanovim suverenitetom (uz jamčenje njihovog napredka, i pune slobode trgovine). Osmansko Carstvo je moralo uz to platiti veliku ratnu odštetu. Pitanje Dardanelskog tjesnaca uređeno je četiri godine kasnije, kada su obje strane, potpisale Ugovor iz Unkiar Skelesia.

## Vanjske poveznice
- Odrinski mirovni sporazum, 1829. godine (na ruskom)